# Frances O'Connor (1914-1982)
 (août 2019).
Si vous disposez d'ouvrages ou d'articles de référence ou si vous connaissez des sites web de qualité traitant du thème abordé ici, merci de compléter l'article en donnant les références utiles à sa vérifiabilité et en les liant à la section « Notes et références ».
Frances O’Connor (née le 8 septembre 1914 et morte le 30 janvier 1982) est une actrice et artiste de cirque américaine. 
Elle naît à Granite Falls au Minnesota. N’ayant pas de bras, elle paraît en public comme la « Vénus de Milo vivante » dès l’âge de huit ans. Son parcours est géré par sa mère. Elle use de ses pieds pour boire, manger, ou fumer.
Elle figure dans le film La Monstrueuse Parade (1932), une œuvre de Tod Browning. Freaks sous son titre original,  est un film unique dans l'histoire du cinéma car il est interprété, à deux exceptions près, par des phénomènes de foire qui présentent tous de graves anomalies physiques : nains, homme tronc, sœurs siamoises, femme à barbe, etc. 
Son personnage est membre d’un groupe d’artistes difformes qui se présentent dans les foires et les cirques. À un moment, elle se vêt d’un costume qui dénude ses épaules et montre qu’elle n’a pas de moignons. Les acteurs étant vraiment difformes (et non maquillés), le film provoque un scandale et est banni de l’écran jusqu’à sa redécouverte au Festival de Cannes en 1962. 
Une photographie intitulée Angelino et la jeune fille sans bras datant de cette époque est disponible à la bibliothèque de l'université  Paul-Valery de Montpellier 3. 
Sa mère décédée, elle se retire de la scène et se consacre à ses deux passions, la couture et le tricot. L’actrice demeure célibataire et meurt à Long Beach en Californie, à l'âge de 67 ans.